# Sofia Harrison
Sofia Nicole Dador Harrison (* 16. Februar 1999 in Montgomery County, Maryland) ist eine US-amerikanisch-philippinische Fußballspielerin. Seit dem 1. Januar 2023 ist sie ohne Verein.

## Karriere

### Vereine
Harrison spielte während ihrer High-School-Zeit an der Atholton High School in Columbia für deren Sport-Team Raiders Fußball. Im weiteren Verlauf war sie dann im Vereinsfußball für SAC Premier Blue – innerhalb des 1971 von John Ellinger gegründeten Fußballverbandes von Columbia – aktiv.
An der Slippery Rock University of Pennsylvania im gleichnamigen Township eingeschrieben, spielte sie für deren Sport-Team The Rock in der West Division im Sportverband der Pennsylvania State Athletic Conference unter dem Dachverband der NCAA. Während ihres vierjährigen Studiums der Sportwissenschaft bestritt sie in drei Spielzeiten insgesamt 56 Punktspiele (2017 = 18, 2018 = 16, 2019 = 22), in denen sie neun Tore erzielte. Ihr Debüt am 31. August 2017 im Heimspiel gegen die Fighting Scots, das Sport-Team der Pennsylvania Western University Edinboro, endete 2:2-Unentschieden. Ihr erstes Tor gelang ihr in der Folgespielzeit am 14. Oktober 2018 beim 3:0-Sieg im Auswärtsspiel gegen die Vulcans, das Sport-Team der Pennsylvania Western University California mit dem Treffer zum 1:0 in der 15. Minute. Am 19. November 2019 gewann sie mit ihrer Mannschaft vorzeitig die Meisterschaft der Pennsylvania State Athletic Conference, zu der sie beim 2:1-Sieg im heimischen Mihalik-Thompson Stadium über die Fighting Scots ein Tor beigetragen hatte.
Nach ihrem Studium gehörte sie Coppermine United aus Baltimore in der Spielzeit 2021 in der East Division der zweitklassigen United Women's Soccer League an. Zum deutschen Bundesligisten Werder Bremen gelangte sie, da dieser kurz vor dem Ende der Wechselperiode nochmal auf dem Transfermarkt tätig wurde, um den Kader auf der Außenverteidigerposition mit einem Linksfuß zu ergänzen. Im Winter 2022 verließ sie den Verein, für den sie lediglich in einem Testspiel eingesetzt wurde.

### Nationalmannschaft
Seit ihrer Einwechslung in der 83. Minute für Alesa Nazareno Dolino am 7. Juli 2018 bei der 0:5-Niederlage gegen die Nationalmannschaft Vietnams im Stadion Jakabaring im Palembang im Wettbewerb um die Südostasienmeisterschaft, ist sie Spielerin der A-Nationalmannschaft. Am 17. Juli 2022 gehörte sie der Mannschaft an, die das Finale um die Südostasienmeisterschaft mit 3:0 über die Nationalmannschaft Thailands gewann. Des Weiteren gehörte sie dem Kader für die vom 20. Juli bis zum 20. August 2023 in Australien und Neuseeland ausgetragene Weltmeisterschaft an. Bei der Premierenteilnahme ihrer Nationalmannschaft bestritt sie alle drei Spiele der Gruppe A und schied als Gruppenletzter mit einem Sieg und zwei Niederlagen aus dem Turnier aus.

## Erfolge
- Südostasienmeister 2022
- PSAC-Meister 2019